# Northrop/McDonnell Douglas YF-23
Northrop/McDonnell Douglas YF-23 je americký jednomístný dvoumotorový stíhací letoun typu stealth, který byl vyvinut ve formě prototypu pro letectvo Spojených států amerických (USAF). Letoun se stal finalistou soutěže Advanced Tactical Fighter – ATF (pokročilý taktický stíhací letoun) a soutěžil spolu s letounem  YF-22 od společnosti Lockheed o kontrakt na výrobu. Byly postaveny dva prototypy YF-23, přezdívané „Black Widow II“ a „Gray Ghost“.
V 80. letech 20. století začalo USAF hledat náhradu za své stíhací letouny jako protiváhu vyspělým sovětským letounům Suchoj Su-27 a MiG-29. Několik společností předložilo své návrhy; USAF do finále soutěže vybralo společnosti Northrop a Lockheed. Northrop se spojil se společností McDonnell Douglas a vyvinul letoun YF-23, zatímco společnosti Lockheed, Boeing a General Dynamics vyvinuly letoun YF-22.
YF-23 měl lepší stealth vlastnosti a byl rychlejší, ale méně obratný než jeho konkurent. Po čtyřletém procesu vývoje a hodnocení byl v roce 1991 vyhlášen vítězem YF-22 a vstoupil do sériové výroby jako Lockheed Martin F-22 Raptor. Projekt YF-23 byl tímto zrušen a dva postavené prototypy jsou v současnosti muzejními exponáty.

## Vývoj
Americké špionážní družice poprvé zjistily prototypy pokročilých sovětských stíhacích letounů Su-27 a MiG-29 v roce 1978, což v USA vyvolalo obavy. Očekávalo se, že oba sovětské modely sníží manévrovací výhodu tehdejších amerických stíhacích letounů. V roce 1981 si USAF vyžádalo od několika leteckých společností informace o možných vlastnostech pokročilého taktického stíhacího letounu (Advanced Tactical Fighter – ATF), který by nahradil letoun F-15 Eagle. Po diskusích s leteckými společnostmi USAF stanovilo jako primární úlohu pro ATF boj ve vzduchu. ATF měl využívat nové technologie, včetně kompozitních materiálů, lehkých slitin, pokročilých systémů řízení letu, výkonnějších pohonných systémů a technologie stealth. V říjnu 1985 vydalo USAF žádost o předložení návrhů několika leteckým výrobcům. V květnu 1986 byla žádost upravena tak, aby zahrnovala hodnocení prototypů letounů od dvou finalistů. Ve stejné době oznámilo americké námořnictvo v rámci programu NATF (Navalized Advanced Tactical Fighter), že použije derivát vítězného ATF jako náhradu za svůj F-14 Tomcat. Program NATF počítal s pořízením 546 letounů spolu s plánovaným pořízením 750 letounů pro USAF.

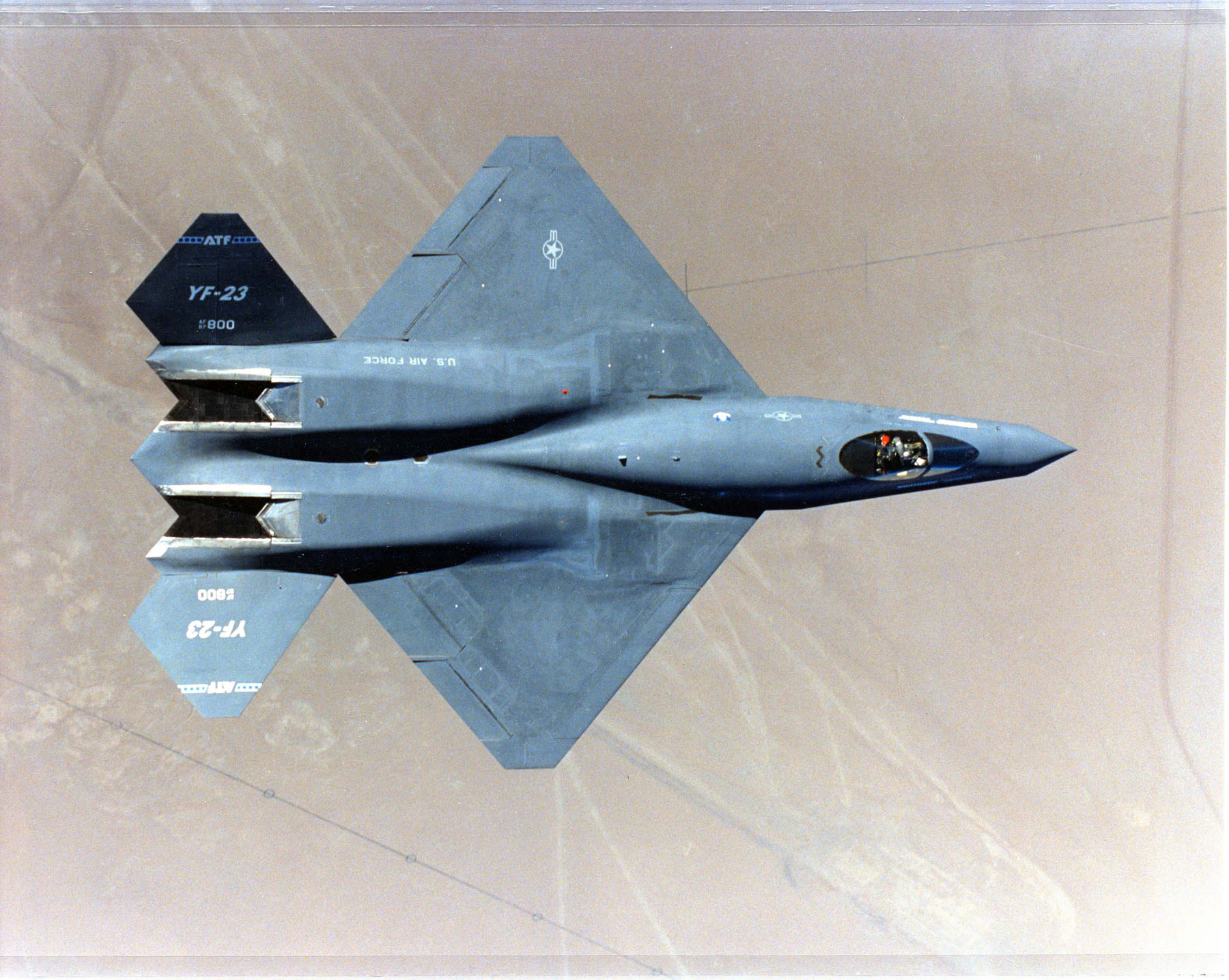
Pohled shora na letoun YF-23, který ukazuje lichoběžníková křídla a oddělení přídě trupu a motorových gondol.

V červenci 1986 předložily své návrhy společnosti Lockheed, Boeing, General Dynamics, McDonnell Douglas, Northrop, Grumman a Rockwell. Dva posledně jmenovaní krátce nato ze soutěže odstoupili. Po předložení návrhů vytvořily společnosti Lockheed, Boeing a General Dynamics tým, který měl vyvinout některý z jejich návrhů, pokud bude vybrán. Northrop a McDonnell Douglas vytvořily tým s podobnou dohodou. Návrhy společností Lockheed a Northrop byly 31. října 1986 vybrány jako finalisté pro předvedení a ověření. Oba týmy dostaly 50 měsíců na stavbu a letové zkoušky svých prototypů – vznikl tak Lockheed YF-22 a Northrop YF-23.
YF-23 byl navržen tak, aby splňoval požadavky USAF na schopnost přežití, supercruise, stealth schopnosti a snadnou údržbu. Požadavky na supercruise vyžadovaly dlouhodobý nadzvukový let bez použití přídavného spalování. Pro snížení náchylnosti letounu k detekci radarem a infračerveným paprskem využila společnost Northrop své zkušenosti s letouny B-2 Spirit a F/A-18 Hornet. USAF zpočátku požadovalo, aby letouny dokázaly startovat a přistát na dráze dlouhé 610 m, což znamenalo použití obracečů tahu na jejich motorech. Později USAF změnilo požadavek na délku dráhy na 910 m, takže obraceče tahu již nebyly potřeba. To umožnilo letounům mít menší kryty motorových gondol. U prototypů však gondoly zmenšeny nebyly.
První YF-23 (sériové číslo 87-0800), Prototype Air Vehicle 1 (PAV-1), byl představen 22. června 1990 a jeho 50minutový zálet (první let) se uskutečnil 27. srpna, pilotoval Alfred „Paul“ Metz. Druhý YF-23 (sériové číslo 87-0801, PAV-2) uskutečnil svůj zálet 26. října, pilotoval jej Jim Sandberg. První YF-23 byl natřen uhlíkově šedou barvou a přezdívalo se mu „Black Widow II“ podle letounu Northrop P-61 Black Widow z doby druhé světové války. Krátce nesl červený symbol ve tvaru přesýpacích hodin připomínajícího černou vdovu – jedovatého pavouka, než je vedení Northropu nechalo odstranit. Druhý prototyp byl natřen dvěma odstíny šedé a přezdívalo se mu „Spider“ nebo „Gray Ghost“.

### Námořní varianta
Navrhovaná námořní varianta YF-23 známá jako NATF-23 byla plánována jako náhrada za F-14 Tomcat. Původní návrh YF-23 byl zvažován, ale měl by problémy s manipulací na palubě, skladováním, přistáváním a vypouštěním z katapultů na palubě letadlových lodí, což by si vyžádalo změnu designu. Zkušební model NATF-23 DP527, testovaný v aerodynamickém tunelu po dobu 14 000 hodin, věnovala společnost Boeing v roce 2001 památníku veteránů Bellefontaine Neighbors Klein Park.

## Design

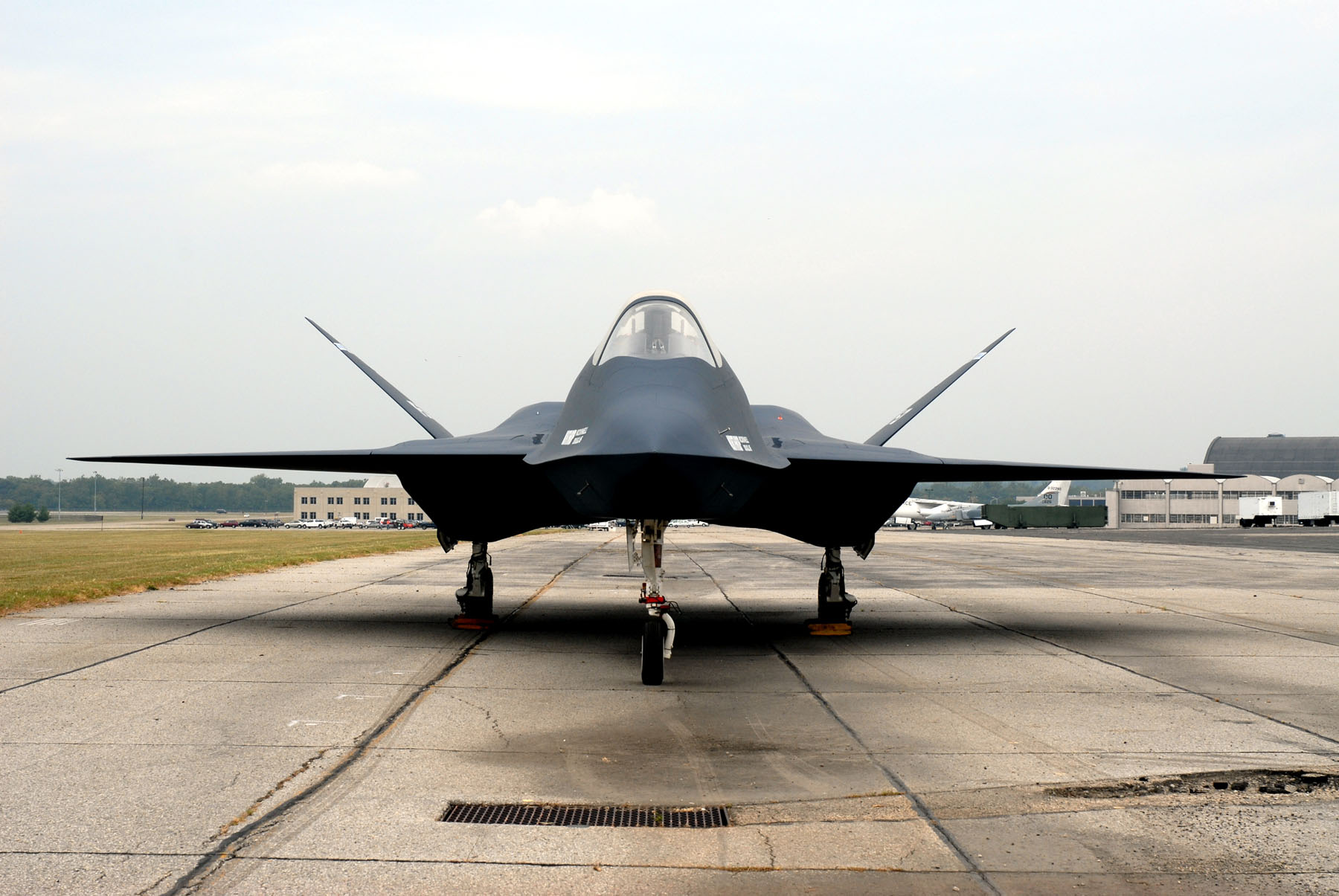
Přední pohled na první prototyp YF-23, který ukazuje zakřivení vnější části konstrukce.

YF-23 byl letoun netradičního vzhledu, s křídly ve tvaru kosočtverce, profilem s výrazným plošným zalomením pro snížení aerodynamického odporu při transsonických a supersonických (nadzvukových) rychlostech a s celoplošně pohyblivým ocasními plochami ve tvaru písmene „V“. Pilotní kabina byla umístěna vysoko, blízko přídě letounu, aby měl pilot dobrý výhled. Letoun měl tříkolové uspořádání podvozku s příďovou podvozkovou nohou a dvěma hlavními podvozkovými nohami. Zbraňový prostor byl umístěn na spodní straně trupu mezi příďovým a hlavním podvozkem. Pilotní kabina byla vybavena středovou řídicí pákou a boční plynovou pákou.

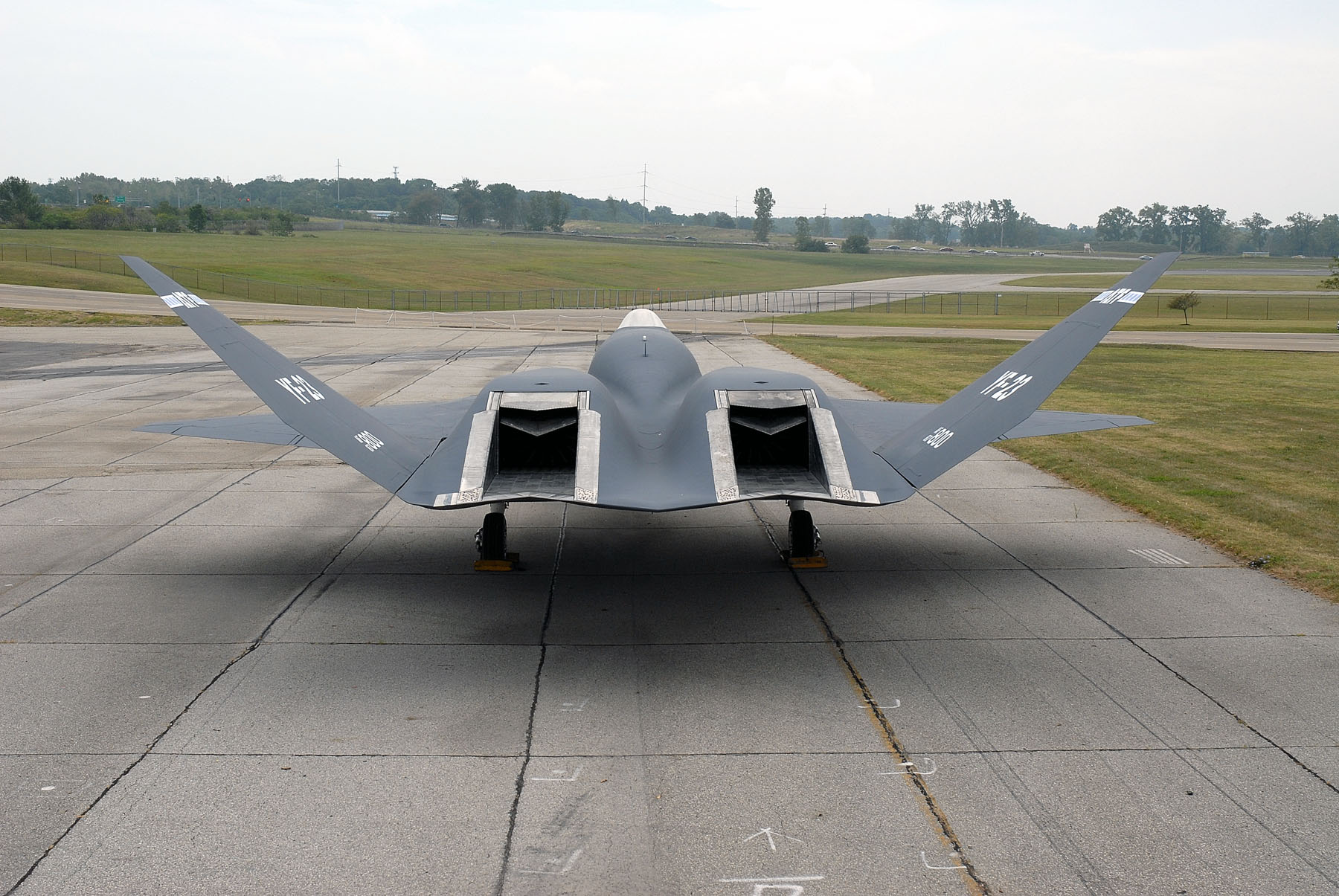
Pohled zezadu na letoun YF-23, na kterém jsou vidět výfukové kanály vyložené dlaždicemi.

Letoun poháněly dva dvouproudové motory, každý v samostatné hřbetní motorové gondole se vstupními kanály ve tvaru písmene „S“, které měly za úkol skrýt lopatky dmychadel před radarovými vlnami. Vstupní otvory měly lichoběžníkový čelní profil se speciálními porézními panely, které pohlcovaly turbulentní mezní vrstvu a odvětrávaly ji nad křídly. Ze dvou postavených letounů byl první YF-23 (PAV-1) vybaven motory Pratt & Whitney YF119, zatímco druhý (PAV-2) byl poháněn motory General Electric YF120. Letouny byly vybaveny pevnými motorovými tryskami namísto trysek s vektorováním tahu jako u konkurenčního letounu YF-22. Stejně jako u bombardéru B-2 proudily výfukové plyny z motorů YF-23 skrz žlaby vyložené tepelně–ablačními dlaždicemi, které odváděly teplo a chránily tak letoun proti detekci s pomocí infračerveného paprsku.

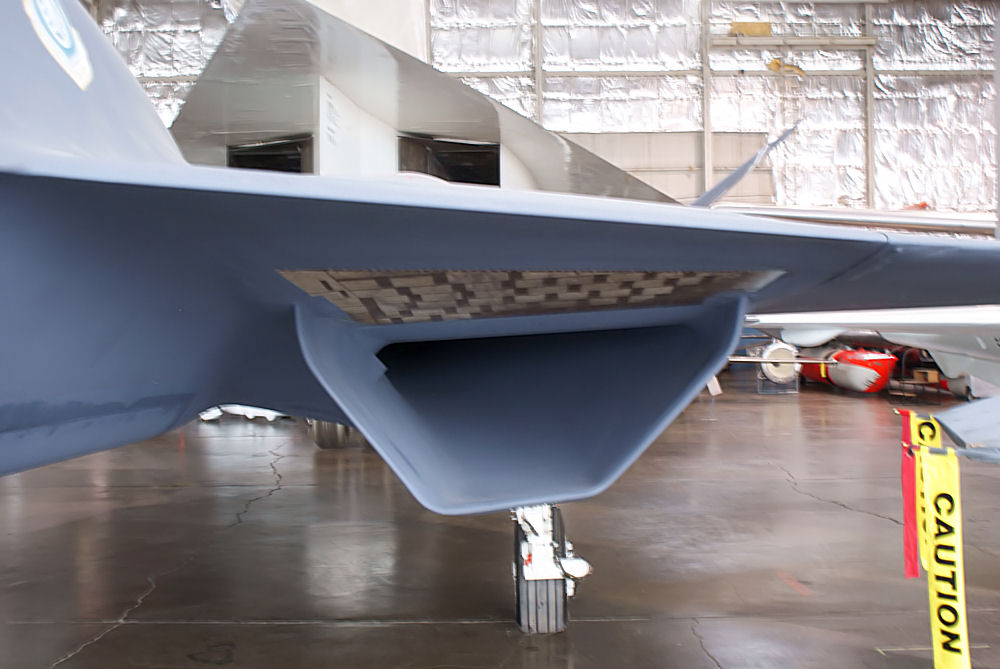
Sání vzduchu motoru YF-23

Řídicí plochy ovládal centrální počítač. Vztlakové klapky a křidélka na křídlech ve tvaru kosočtverce zajišťovaly náklon (roll). Ocasní plochy ve tvaru V, skloněné pod úhlem 50°, zajišťovaly sklon (pitch) tak, že se otáčely v opačném směru, tj. jejich přední hrany se pohybovaly buď k sobě nebo od sebe. Pro otočení (yaw) se tyto ocasní plochy pohybovaly ve stejném směru. Současné vychylování klapek dolů a křidélek nahoru zajišťovalo aerodynamické brzdění. Zkušební pilot Paul Metz uvedl, že YF-23 měl v porovnání se staršími letouny vynikající výkony při vysokém úhlu náběhu (Angle of Attack – AoA), kdy při trimování dosahoval až 60°. Aby se i přes novou konstrukci udržely nízké náklady na prototyp, byla použita řada hotových součástek, jako příďového kola a částí kabiny z letounu F-15 a částí hlavního podvozku z letounu F/A-18.

### Sériová výroba F-23
Navrhovaná konfigurace sériového letounu F-23 pro vývoj v plném měřítku neboli Engineering and Manufacturing Development (EMD), by se od prototypů YF-23 lišila v několika ohledech. Namísto jediného zbraňového prostoru měla mít sériová verze dva tandemové prostory v prodloužené přídi trupu, přičemž přední byl určen pro střely krátkého dosahu AIM-9 Sidewinder. Celková délka i objem letounu se mírně zvětšily, zvětšila se příď, aby zde bylo možné umístit systémy pro plnění úkolů včetně radaru. Vypuštění obracečů tahu umožnilo zmenšení průřezu motorových gondol a prostor mezi nimi byl vyplněn tak, aby byla zachována regulace celkové odrazné plochy. Vstupní otvory motorů se změnily z porézních panelů na půlkruhový kompresní hrbolek. Odtokové hrany trupu a ocasních ploch měly méně zoubkovaný vzorek a linie vedení tahu motorů byly vychýleny o 1,5° od středu.

### NATF-23
Námořní verze NATF-23, jehož schémata se objevila v roce 2010, se výrazně lišila v mnoha ohledech. Pro lepší manévrovatelnost a přistávání na letadlových lodích v nízkých rychlostech bylo kosočtvercové křídlo posunuto zcela dozadu, vepředu přidány křidélka kachní koncepce a ocasní plochy ve tvaru V nahrazeny konvenčními dvojitými. Dále byl přidán zesílený podvozek, palubní hák, možnost složit křídla pro lepší uskladnění na palubě a trysky motorů s vektorováním tahu. Odlišné byly také vstupní otvory sání motorů, které měly tvar čtvrtkruhu se zoubkováním. Rozpětí křídel se zvětšilo ze 14,6 na 18,9 m.

## Operační historie

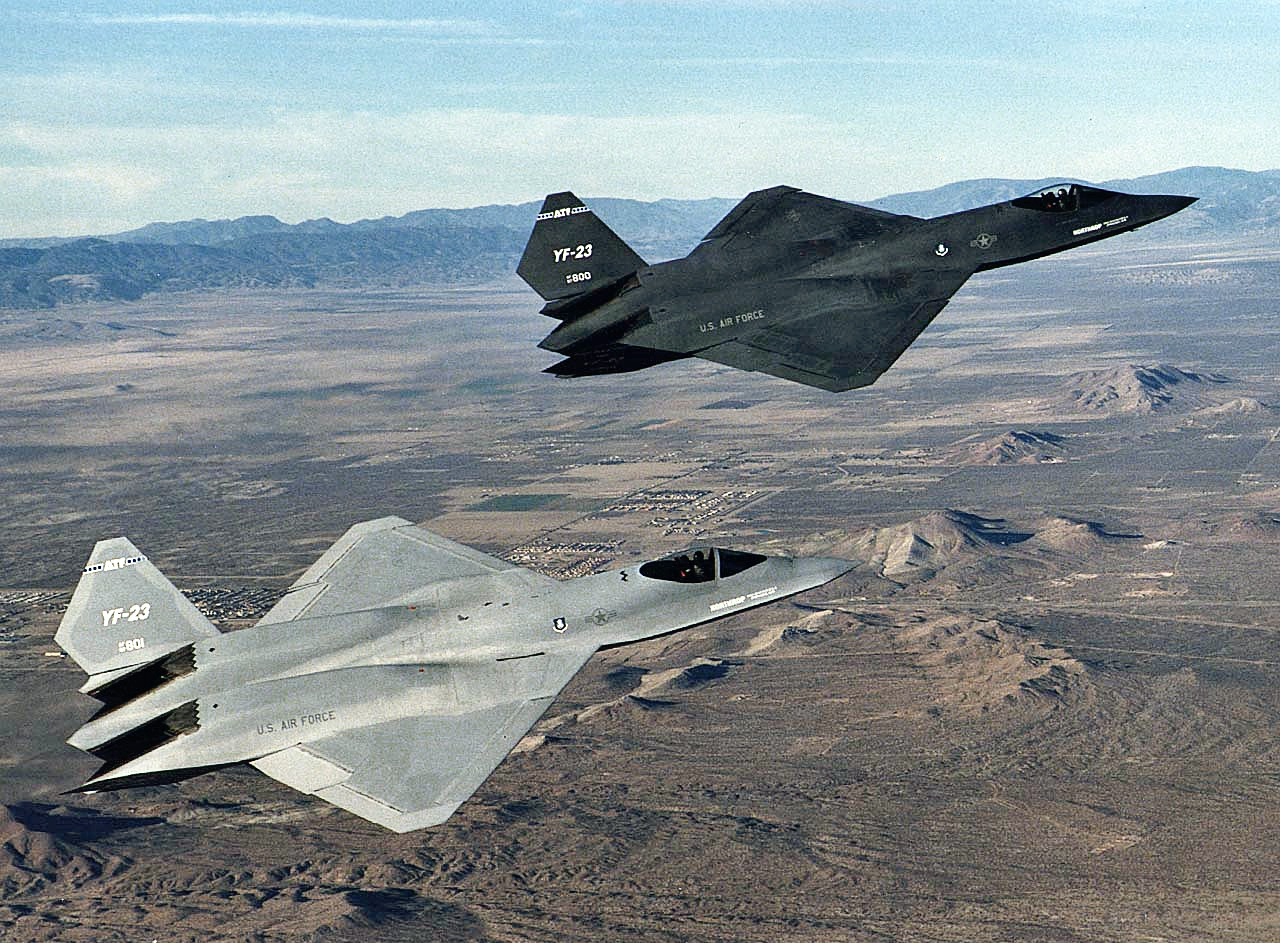
Dva letouny YF-23 letící nad Mohavskou pouští. Dostaly přezdívky „Gray Ghost“ (v popředí) a „Black Widow II“.

### Vyhodnocení
První letoun YF-23 s motory Pratt & Whitney dosáhl 18. září 1990 při supercruise rychlosti 1,43 Mach, druhý letoun s motory General Electric dosáhl 29. listopadu 1990 rychlosti 1,6 Mach. Pro srovnání, YF-22 dosáhl při supercruise rychlosti 1,58 Machu. YF-23 byl testován na rychlost až Mach 1,8 s přídavným spalováním a dosáhl maximálního úhlu náběhu 25°. Maximální rychlost je tajná, ačkoli zdroje uvádějí vyšší než Mach 2 ve výšce a vyšší než Mach 1,6 při supercruise. Zbraňový prostor letounu byl nakonfigurován pro odpalování a testování akustiky prostoru, nicméně žádné střely odpáleny nebyly (Lockheed ze svého předváděcího letounu YF-22 úspěšně odpálil střely AIM-9 Sidewinder a AIM-120 AMRAAM). PAV-1 provedl 30. listopadu 1990 rychlou bojovou ukázku se šesti lety v průběhu 10 hodin. Letové zkoušky pokračovaly i v prosinci. Dva letouny YF-23 provedly 50 letů v celkové délce 65,2 hodiny. Zkoušky prokázaly hodnoty výkonů, které společnost Northrop pro YF-23 předpovídala. YF-23 byl rychlejší a měl lepší stealth vlastnosti, ale YF-22 byl obratnější.

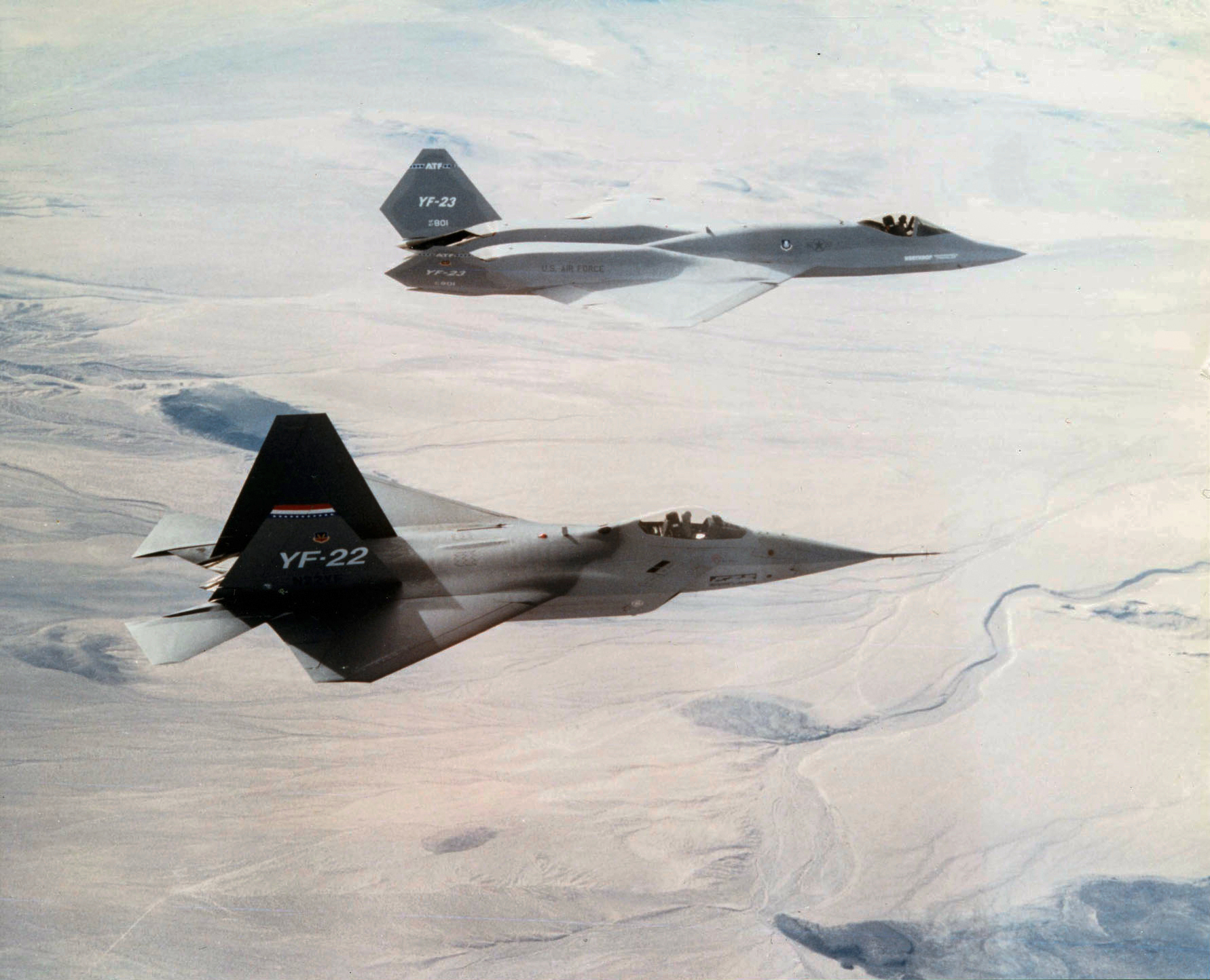
YF-22 v popředí a YF-23 v pozadí

Oba dodavatelské týmy předložily výsledky hodnocení spolu se svými návrhy v prosinci 1990 a 23. dubna 1991 ministr letectva Donald Rice oznámil, že vítězem se stal YF-22 od Lockheedu. Jako pohon pro sériové verze F-22 letectvo vybralo motor YF119 od Pratt & Whitney. Návrhy obou těchto společností byly po technické stránce hodnoceny lépe, byly považovány za méně rizikové a jejich řízení programu bylo považováno za efektivnější. V leteckém tisku se objevily spekulace, že YF-22 byl také považován za lépe přizpůsobitelný pro námořnictvo, ale v roce 1992 americké námořnictvo od NATF upustilo.
Po skončení soutěže byly oba letouny YF-23 bez motorů převezeny na Armstrongovo letecké výzkumné středisko NASA na základně Edwards v Kalifornii. NASA plánovala použít jeden z letounů ke studiu technik pro kalibraci předpovídaných zatížení podle naměřených letových výsledků, ale k tomu nakonec nedošlo.

### Možné oživení projektu
V roce 2004 navrhla společnost Northrop Grumman bombardér na bázi YF-23, aby uspokojila potřebu USAF po přechodném bombardéru, o který se ucházely také projekty FB-22 a B-1R. Společnost Northrop upravila letoun PAV-2 tak, aby sloužil jako výstavní model pro navrhovaný prozatímní bombardér. Možnost prozatímního bombardéru na bázi YF-23 skončila s Quadrennial Defense Review (čtyřleté hodnocení obrany) v roce 2006, která upřednostnila dálkový bombardér s mnohem větším doletem. USAF od té doby přešlo k programu Next-Generation Bomber (bombardéru nové generace) a následně Long Range Strike Bomber (úderného bombardéru dlouhého doletu), ze kterého v roce 2015 vzešel aktuálně vyvíjený B-21 Raider.
Poté, co americký Kongres v roce 1998 odmítl export letounu F-22 do zahraničí, zahájilo Japonsko vlastní program vývoje domácího stíhacího letounu 5./6. generace. Po mnoha studiích a stavbě statických modelů létal od roku 2016 zkušební letoun Mitsubishi X-2 Shinshin jako technologický demonstrátor. Do července 2018 Japonsko získalo dostatek informací a rozhodlo se, že k dokončení tohoto projektu bude muset přibrat mezinárodní partnery. Jednou z takových společností, která zareagovala, byla Northrop Grumman a spekuluje se, že by mohla Japonsku nabídnout modernizovanou verzi letounu YF-23.

## Vystavené letouny

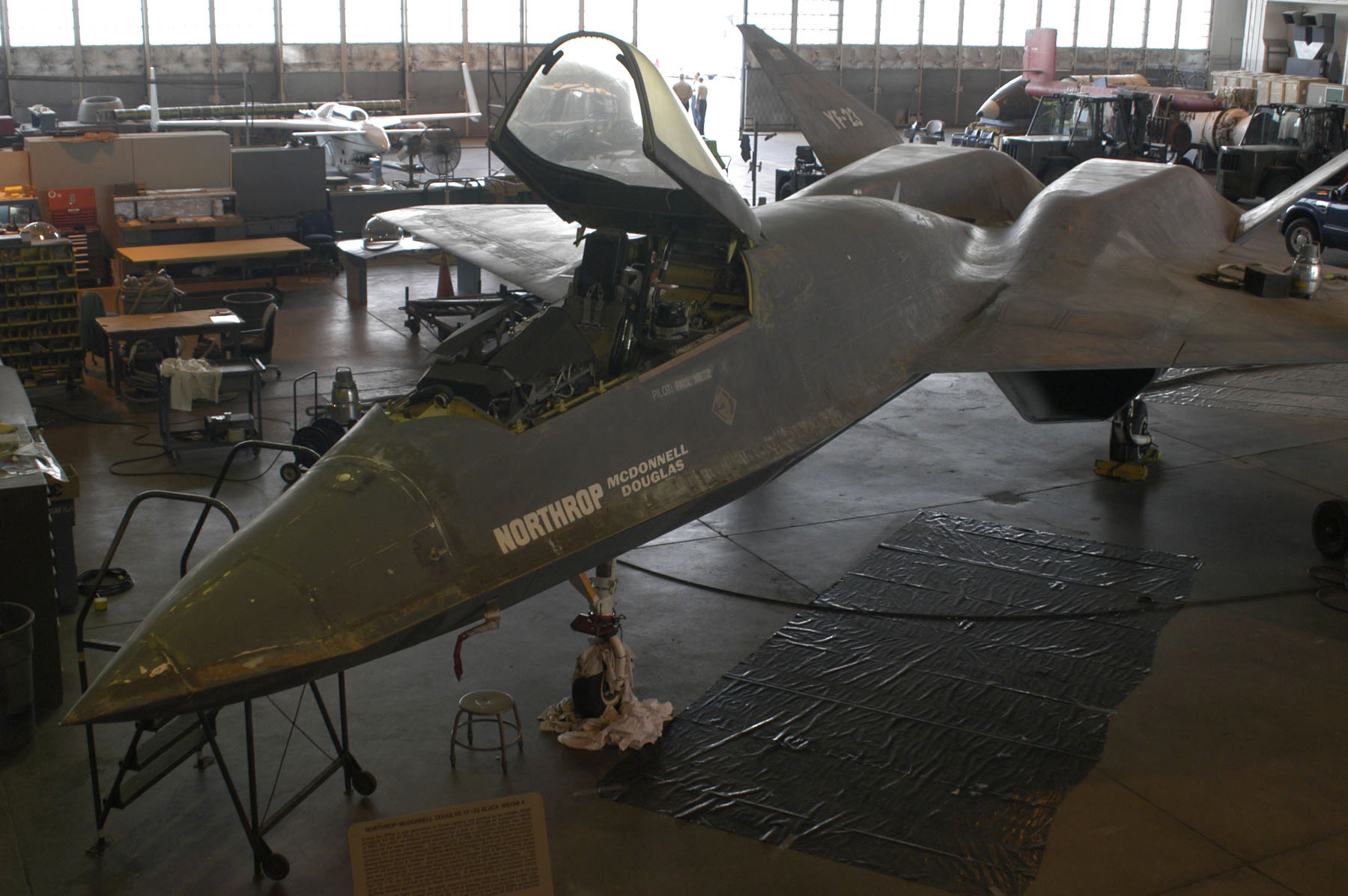
Restaurátorské práce v Národním muzeu letectva Spojených států amerických

Oba letouny YF-23 zůstaly ve skladu až do poloviny roku 1996, kdy byly předány do muzeí.
- YF-23A PAV-1 „Black Widow II“, sériové číslo 87-0800, registrační číslo N231YF, je vystaven ve výzkumném a vývojovém hangáru Národního muzea letectva Spojených států poblíž Daytonu ve státě Ohio.

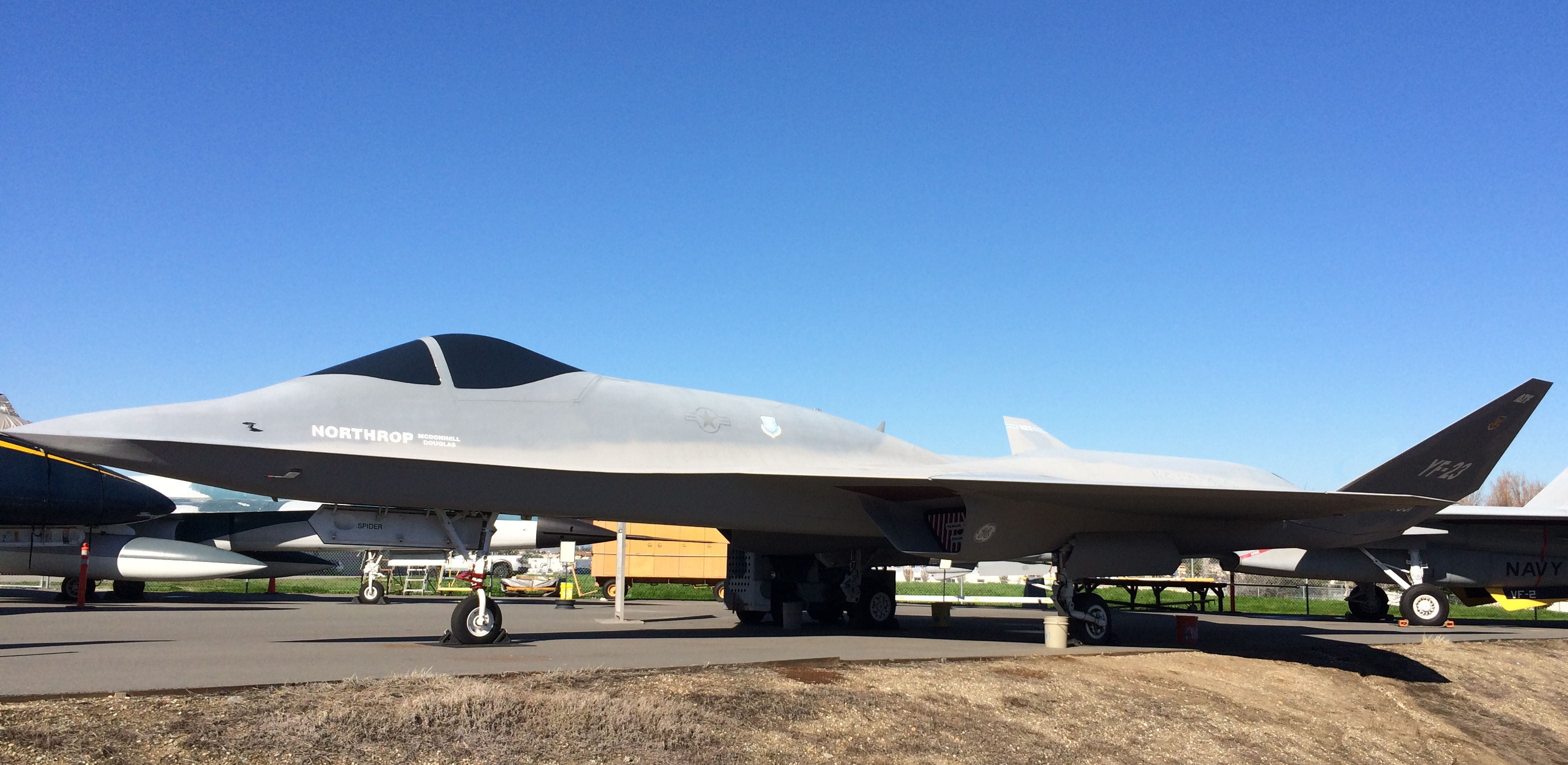
YF-23 „Spider“ vystavený v Western Museum of Flight, 2017

- YF-23A PAV-2 „Gray Ghost“, sériové číslo 87-0801, registrační číslo N232YF, byl vystaven ve Western Museum of Flight až do roku 2004, kdy jej získala zpět společnost Northrop Grumman a použila jako výstavní model bombardéru na bázi YF-23. PAV-2 byl vrácen Western Museum of Flight a od roku 2010 je vystaven v novém sídle muzea na Zamperini Field v Torrance v Kalifornii.

## Specifikace (YF-23)

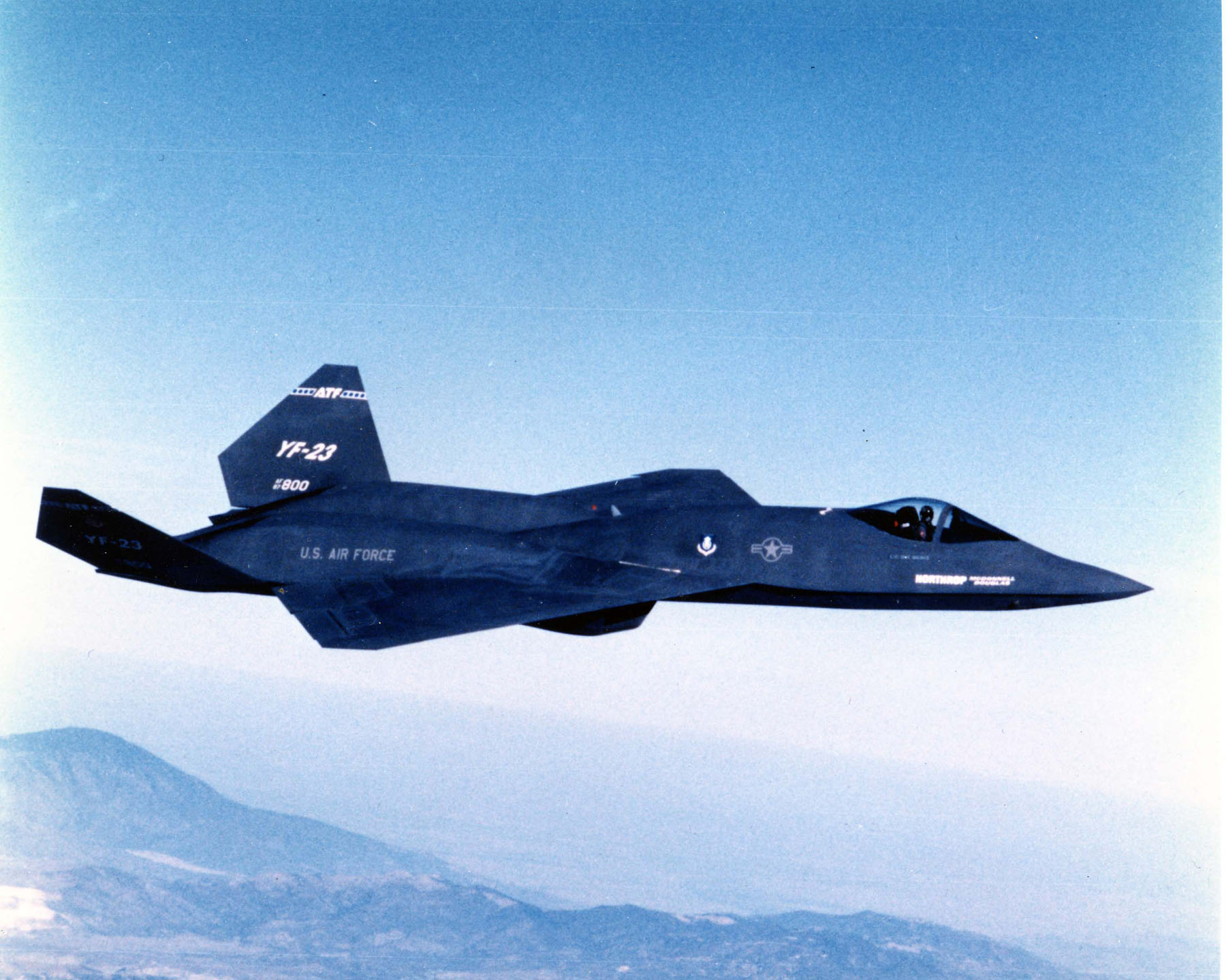
YF-23 PAV-1 za letu.

### Technické údaje
- Osádka: 1
- Délka: 20,6 m
- Rozpětí: 13,3 m
- Výška: 4,3 m
- Nosná plocha : 88 m²
- Hmotnost (prázdný): 14 970 kg
- Hmotnost (naložen): 23 327 kg
- Maximální vzletová hmotnost: 29 000 kg
- Pohonná jednotka: 2 × dvouproudový motor General Electric YF120 nebo Pratt & Whitney YF119 každý o tahu 156 kN

### Výkony
- Maximální rychlost: 2 665 km/h
- Cestovní rychlost: 1 706 km/h (supercruise)
- Dolet: 4 500 km
- Akční rádius: 1 380–1 480 km
- Plošné zatížení: 265 kg/m²
- Dostup: 19 800 m
- Tah/Hmotnost: 1,36

### Výzbroj
- 1 × 20 mm (.79 in) kanon M61 Vulcan
- 4–6 × střela AIM-120 AMRAAM nebo AIM-7 Sparrow
- 4 × střela AIM-9 Sidewinder